# China Rose
Singles de Nanase Aikawa
Jealousy
(1999) Midnight Blue
(2000)
China Rose est le 15e single de Nanase Aikawa, sorti sous le label Avex Trax le 8 décembre 1999 au Japon. Il atteint la 13e place du classement de l'Oricon et reste classé pendant 6 semaines pour un total de 68 000 exemplaires vendus. China Rose se trouve sur l'album Foxtrot et sur les compilations ID：2 et Rock or Die.

## Liste des titres
| 1. | China Rose |  |
| 2. | Bub        |  |
| 3. | White Song |  |